# Violet Bent Backwards over the Grass
Violet Bent Backwards over the Grass és el llibre debut de la cantautora nord-americana Lana Del Rey. Una col·lecció de poesia que inclou més de trenta poemes i fotografies originals, inclosos "13 poemes llargs" i diverses peces breus, la col·lecció és la primera obra llançada per Del Rey, publicada per Simon & Schuster el 29 de setembre de 2020.
El desembre de 2019, Del Rey va anunciar que llançaria un àlbum parlat per acompanyar el llibre, amb música del productor nord-americà Jack Antonoff, que s'havia de publicar el gener de 2020. Després d'un retard per problemes personals, l'àlbum s'havia de publicar al febrer a través d'Interscope i Polydor. La portada, una pintura d'un taronger de l'artista Erika Lee Sears, es va publicar l'abril de 2020. Les dates finals de llançament del llibre es van anunciar el 9 de juliol de 2020: l'audiollibre es va publicar el 28 de juliol de 2020 i el llibre de tapa dura el va seguir el 29 de setembre de 2020. Originalment, la meitat de la recaptació del llibre es destinaria al Projecte d'Aigua Navajo.

## Fons i desenvolupament
Des dels seus inicis musicals, Del Rey ha expressat com s'ha inspirat en la poesia, amb Walt Whitman i Allen Ginsberg essent personatges clau per a la seva composició. Del Rey ha escrit diversos poemes que ha utilitzat com a monòlegs parlats en els seus vídeos musicals i curtmetratges, els més destacats són les peces més llargues i melancòliques que inclouen les cançons Ride (2012) i Tropico (2013), l'última de les quals també va recitar poemes de l'obra Leaves of Grass, de Whitman.
El 2018, Del Rey va anunciar la seva intenció de publicar un llibre de poesia. Poc després, Del Rey va revelar que enquadernaria el llibre ella mateixa i en vendria còpies per un dòlar. Al ser preguntada per què el llibre seria tan econòmic, Del Rey va respondre "perquè els meus pensaments són inapreciables." Tanmateix, els plans originals de Del Rey van canviar quan Simon & Schuster va adquirir els drets i va publicar el llibre d'una manera regular i a un preu estàndard.
Durant el seu cicle promotional de l'àlbum Norman Fucking Rockwell!, Del Rey va descriure el llibre, dient que constava de "tretze poemes llargs", encara que també de peces més curtes, incloent-hi "Never Heaven", "Happy", i "Quiet Waiter-Blue Forever" entre altres peces.

## Llibre de poemes
L'edició del llibre compta amb un estil original, on s'hi intercalen les fotografies i els poemes. La tipografia de lletra que s'utilitza simula una màquina d'escriure antiga. És una aproximació més íntima cap a la seva obra, com estar observant la seva pròpia llibreta de poemes o un diari personal. En els poemes relata de manera introspectiva i real el que l'artista pensa referent al món actual i a la seva vida, però també es distancia i crea un món entre la realitat i la ficció. El primer poema que va publicar, tant en format físic com d'àudio al seu canal de Youtube, era "LA Who Am I To Love You", en el qual narra de manera molt personal la seva vida al voltant de la fama i el reconeixement mundial.
Una qüestió que va sorgir un cop publicat el llibre era saber a qui feia referència "Tessa DiPietro", l'únic poema que té el nom d'una persona. Es tracta d'una persona real, una curandera de Ridgely, Maryland, a la qual Del Rey acudeix amb regularitat. Amb tot, no és l'única referència cap a aquesta dona; ja ha aparegut en agraïments d'altres àlbums de Del Rey i en publicacions en xarxes de la mateixa artista des de l'any 2011.
Un altre exemple referent a l'actualitat és "Paradise Is Very Fragile", un poema que relata la realitat dels problemes socials, sobretot centrat en el canvi climàtic des del context nord-americà. De fet, en aquest poema l'autora fa referència al President dels Estats Units en el moment, Donald Trump: "El nostre líder és un megalòman i això ja ho hem vist abans / però això és així perquè és el que el país es mereix". Aquestes rimes han fet que es dissipin els dubtes sobre els ideals polítics de Del Rey, ja que durant molts anys hi havia hagut acusacions sobre la seva ideologia, suposadament republicana, basats en el seu passat catòlic. La pròpia Del Rey ha desmentit aquesta acusació en diferents ocasions.

## Àlbum parlat
A més del llibre, Violet Bent Backwards over the Grass va ser publicat com a àlbum parlat el 28 de juliol de 2020, a través d'Interscope i Polydor només en formats físics, amb la cançó "LA Who Am I to Love You" disponible en streaming per un temps limitat. Els poemes són acompanyats amb música de Jack Antonoff, un col·laborador freqüent de Del Rey, co-productor dels seus àlbums Norman Fucking Rockwell! I Chemtrails over the Country Club.
Del Rey va dir inicialment en un livestream d'Instagram que l'àlbum valdria un dòlar i que el 50 per cent dels guanys beneficiarien les caritats que donen suport als terrenys i protegint els drets dels indígenes als Estats Units. I, tot i que l'àlbum mai va ser venut per un dòlar degut a que Simon & Schuster en va adquirir els drets i va publicar el llibre d'una manera regular i a un preu estàndard, Del Rey ha confirmat que part dels guanys produïts per l'àlbum sí s'han acabat destinant a projectes d'ajuda a col·lectius de nadius nord-americans.

### Llista de cançons
| 1.            | «LA Who Am I to Love You»                                                     | 5:20  |
| 2.            | «The Land of 1,000 Fires»                                                     | 4:04  |
| 3.            | «Violet Bent Backwards over the Grass»                                        | 1:04  |
| 4.            | «Past the Bushes Cypress Thriving»                                            | 1:54  |
| 5.            | «Salamander»                                                                  | 1:54  |
| 6.            | «Never to Heaven»                                                             | 2:05  |
| 7.            | «SportCruiser»                                                                | 6:53  |
| 8.            | «Tessa DiPietro»                                                              | 2:00  |
| 9.            | «Quiet Waiter Blue Forever»                                                   | 1:28  |
| 10.           | «What Happened When I Left You»                                               | 1:18  |
| 11.           | «Happy»                                                                       | 2:22  |
| 12.           | «My Bedroom Is a Sacred Place Now – There Are Children at the Foot of My Bed» | 2:00  |
| 13.           | «Paradise Is Very Fragile»                                                    | 3:36  |
| 14.           | «Bare Feet on Linoleum»                                                       | 2:52  |
| Durada total: | Durada total:                                                                 | 38:50 |